# Vorstendom Anhalt-Dessau (1471-1546)
Het vorstendom Anhalt-Dessau was een land in het Heilige Roomse Rijk. Het vorstendom ontstond in 1471 na de verdeling van het Vorstendom Anhalt-Köthen/Dessau door George I. George I nam samen met zijn zoons Ernst en Sigismund III het bestuur van Anhalt-Dessau over, terwijl Waldemar VI en George II het vorstendom Anhalt-Köthen kregen.
George I overleed in 1573 en Sigismund III stierf kinderloos in 1487, zodat Ernst als enige heerser overbleef. Na de dood van Ernst nam zijn weduwe Margaretha van Münsterberg het regentschap over zijn drie zonen waar. Margaretha was overtuigd katholiek en tot haar dood in 1530 bleef Anhalt-Dessau een katholiek land, terwijl de meeste vorsten in Noord-Duitsland tijdens de reformatie tot het lutheranisme waren overgegaan. In 1535 voerde George III de reformatie in het vorstendom door.
In 1542 sloten de drie zonen van Ernst een delingsverdrag, dat in 1546 uitgevoerd werd. Johan IV kreeg Zerbst, George III kreeg Plötzkau en Dessau viel aan Joachim.

## Vorsten
- 1471 - 1473: George I, Ernst en Sigismund III
- 1473 - 1487: Ernst en Sigismund III
- 1487 - 1516: Ernst
- 1516 - 1546: Johan IV, George III en Joachim